# خالد مؤنس العتيبي
خالد محمد مؤنس راجح العتيبي (21 أبريل 1966 - )؛ نائب في مجلس الأمة الكويتي.

## سيرته
حصل خالد مؤنس على بكالوريوس علوم شرطة، وضابط سابق في وزارة الداخلية الكويتية، شارك في انتخابات مجلس الأمة الكويتي عام 2016 وحصل على المركز السادس في الدائرة الخامسة بـ3,998 صوت وفاز بالانتخابات كما شارك في انتخابات مجلس الامة الكويتي عام 2020 وحصل على المركز الخامس بـ5345 صوت وفاز بالانتخابات.

## أبرز مواقفه في مجلس الأمة

### مجلس الأمة 2016
| استجواب الوزيرة هند الصبيح (يناير 2018)                  | مع الاستجواب |
| استجواب الوزير بخيت الرشيدي (2018)                       | ضد الاستجواب |
| استجواب الوزيرة هند الصبيح (مايو 2018)                   | غير موجود    |
| استجواب الوزير خالد الروضان (2019)                       | مع الاستجواب |
| استجواب الوزير محمد الجبري (2019)                        | ضد الاستجواب |
| استجواب الوزير نايف الحجرف (2019)                        | مع الاستجواب |
| استجواب الوزير براك الشيتان (2020)                       | ضد الاستجواب |
| استجواب الوزير أنس الصالح (أغسطس 2020)                   | مع الاستجواب |
| استجواب الوزير سعود هلال الحربي (أغسطس 2020)             | ضد الاستجواب |
| استجواب الوزير سعود هلال الحربي (سبتمبر 2020)            | ضد الاستجواب |
| استجواب الوزير أنس الصالح (سبتمبر 2020)                  | مع الاستجواب |
| تصويت فتح باب ما يستجد من أعمال (تعديل النظام الانتخابي) | موافق        |

### مجلس الأمة 2020
قدم خالد مؤنس العتيبي ثلاثة استجوابات في مجلس الأمة 2020، الأول بالتعاون مع النواب ثامر السويط وبدر الداهوم لرئيس الوزراء صباح الخالد من ثلاثة محاور وهي خالفة صارخة لأحكام الدستور عند تشكيل الحكومة بعدم مراعاة عناصر واتجاهات المجلس الجديد وهيمنة السلطة التنفيذية في تكوين البرلمان والإخلال بالإلتزام الدستوري في المادة 98 من الدستور. والاستجواب الثاني تم تقديمه بالتعاون مع النواب ثامر السويط وعبد الكريم الكندري لوزير الداخلية ثامر علي الصباح من سبعة محاور. أما الاستجواب الثالث تم تقديمه بالتعاون مع حسن جوهر ومهند الساير ضد رئيس الوزراء صباح الخالد من ثلاثة محاور وهي الممارسات غير الدستورية لرئيس مجلس الوزراء، تعطيل مصالح المواطنين وعدم التعاون مع المؤسسة التشريعية، النهب المنظم للأموال العامة.
| استجواب الوزير حمد جابر العلي (يناير 2022)    | مع الاستجواب |
| استجواب الوزير أحمد ناصر الصباح (فبراير 2022) | مع الاستجواب |
| استجواب الوزير علي حسين الموسى (مارس 2022)    | مع الاستجواب |